# شوارتسنباخ، اتریش
شوارتسنباخ (به آلمانی: Schwarzenbach) یک منطقهٔ مسکونی در اتریش است که در ناحیه وینر نوی‌اشتات-لاند واقع شده‌است. شوارتسنباخ ۲۲٫۳۱ کیلومتر مربع مساحت دارد ۳۸۳ متر بالاتر از سطح دریا واقع شده‌است.